# Älvlandskapet Nedre Dalälven
Biosfärområde Älvlandskapet Nedre Dalälven utnämndes 2011 av FN-organet Unesco till Sveriges tredje biosfärområde inom Biosfärprogrammet (Man and the Biosphere Programme).. Idag (2020) finns det sju biosfärområden i Sverige.  Biosfärområden är områden med unika natur- och kulturmiljöer där det går att utveckla genom att bevara, utveckla och stödja. Biosfärområden ska gynna de boende i området genom social och ekonomisk utveckling samtidigt som den biologiska mångfalden värnas. Områdena ska också vara arenor för forskning och utbildning. . Ett av kärnområdena i Älvlandskapet Nedre Dalälvens biosfärområde är Färnebofjärdens nationalpark som invigdes av Carl XVI Gustaf 1998. Ett biosfärområde innebär inte nya regler eller restriktioner utan omfattas av gällande lagstiftning samt de regler som gäller för naturreservaten, nationalparkerna och övriga skyddade områden som befinner sig inom biosfärområdet.
Området omfattar cirka 17 mil längs Dalälven från Säters kommun till havet vid Billudden. Övriga kommuner som ingår i biosfärområdet är Avesta kommun, Hedemora kommun, Sala kommun, Heby kommun, Tierps kommun, Älvkarleby kommun samt de södra delarna av Gävle kommun och Sandvikens kommun. De mycket höga och unika naturvärdena vid Nedre Dalälven har skapats av älven samt mötet mellan nordligt och sydligt i svensk natur. Här går även den Biologiska norrlandsgränsen, limes norrlandicus. Hit upp når den mellaneuropeiska lövskogsregionen och här börjar Norrlands väldiga barrskog. De höga naturvärdena kan sammanfattas med att inget annat område i Skandinavien har en så stor artrikedom av ryggradsdjur (däggdjur, fåglar och fiskar).
Inom Biosfärområde Älvlandskapet Nedre Dalälven ligger fokus på att bevara det öppna kulturlandskapet. Utvecklingen av jordbruksnäringen leder i vissa fall till förändringar i brukandet av jordbruksmark med förbuskning och beskogning som följd. Detta skulle innebära att det månghundraåriga kulturlandskapet successivt försvinner. Genom forskning och annat arbete kan mycket göras för att hålla markerna öppna. För Älvlandskapet Nedre Dalälven har också det öppna kulturlandskapet en avgörande betydelse för att behålla den attraktionskraft området har för befolkningen, inflyttning, turism och näringsliv.

## Biosfärum
På Östahalvön utanför Tärnsjö i Heby kommun ligger Biosfärum Gröna kunskapshuset.